# L'Élixir du docteur Carter
Pour plus de détails, voir Fiche technique et Distribution.
L'Élixir du docteur Carter (titre original : Paradise Canyon) est un western B américain réalisé par Carl L. Pierson, sorti en 1935.
Il s'agit de l'un des nombreux westerns de série B tournés par John Wayne au cours des années 1930.

## Synopsis
Agent du gouvernement américain chargé de traquer un gang vers la frontière avec le Mexique, John Wyatt soupçonne « Doc » Carter, un « homme-médecine » itinérant, d'en être le chef. Tombé amoureux de la fille de celui-ci, Linda, il comprend bientôt que le véritable meneur de bande est « Curly » Joe Gale. Pour parvenir à arrêter tout ce monde, il est aidé par le capitaine d'un groupe de paysans mexicains...

## Fiche technique
- Titre : L'Élixir du docteur Carter
- Titre original : Paradise Canyon
- Réalisateur : Carl L. Pierson
- Scénario : Robert Emmett, d'après une histoire de Lindsley Parsons
- Directeur de la photographie : Archie Stout
- Montage : Jerry Roberts
- Producteur : Paul Malvern
- Société de production : Lone Star Productions
- Société de distribution : Monogram Pictures
- Genre : Western B
- Format : Noir et blanc
- Durée : 52 min
- Date de sortie :
  - États-Unis : 20 juillet 1935

## Distribution
- John Wayne : John Wyatt alias John Rogers
- Marion Burns : Linda Carter alias Princesse Natasha
- Reed Howes : Red (membre du gang)
- Earle Hodgins : « Doc » Carter
- Gino Corrado : Le capitaine des paysans mexicains
- Yakima Canutt : « Curly » Joe Gale (et cascadeur non crédité)
- Perry Murdock : Ike (premier chanteur texan)
- Gordon Clifford : Mike (second chanteur texan)
- Henry Hall : Le colonel Peters